# Mark Nelissen
Mark Nelissen (Mortsel, 1950) is een Vlaams bioloog, emeritus hoogleraar aan de Universiteit Antwerpen en auteur van meerdere boeken over het gedrag en de evolutie van de mens.

## Academische levensloop
Mark Nelissen studeerde biologie aan de universiteiten van Antwerpen en Gent. In 1976 promoveerde hij tot Doctor in de Wetenschappen en behaalde in 1985 de graad van Geaggregeerde voor het Hoger Onderwijs. Hij was van 1972 tot 1986 onderzoeker bij het Nationaal Fonds voor Wetenschappelijk Onderzoek en vanaf 1987 als professor verbonden aan de Universiteit Antwerpen. Het centraal thema van zijn onderzoek en publicaties is het sociaal gedrag bij dier en mens. Hij doceerde gedragsbiologie, evolutiepsychologie, biologische antropologie, dierenwelzijn en celbiologie. Hij was tevens gastprofessor aan de Universiteit Hasselt van 2007 tot 2010, en doceerde er gedragsbiologie. Nelissen gaf gastcolleges aan de universiteiten van Amsterdam, Leiden, Gent, Leuven, Kortrijk, Brussel... In 2015 ging hij met emeritaat.
Nelissen vertegenwoordigde België in de International Council of Ethologists van 1991 tot 2015. Hij was in 1993 mede-oprichter van de Wetenschappelijke Adviescommissie voor de ZOO Antwerpen en bleef lid van deze commissie tot 2015. Hij maakte enkele jaren deel uit van het Comité Medische Ethiek van de Universiteit Antwerpen. Sinds 2009 zetelt hij in de adviescommissie van het wetenschappelijk magazine EOS.

## Popularisatie van de wetenschap
Mark Nelissen won op 17-jarige leeftijd in 1968 de eerste prijs voor België van een Europese opstelwedstrijd met een verhandeling "Waarom is ontwikkelingshulp zo belangrijk voor de toekomst der ontwikkelingslanden en voor de toekomst van Europa zelf?"
In de jaren 1980 begon hij aan een missie om de wetenschap te populariseren, onder andere via het Belgische radioprogramma 'De Groote Magazijnen' waarin hij veel bijdragen leverde. Hij was te gast op de Vlaamse en Nederlandse radio en televisie in diverse programma's om wetenschappelijke thema's te bespreken, vooral rond gedrag en evolutie.
In 2000 verscheen zijn boek De bril van Darwin bij uitgeverij Lannoo. Volgens journalisten, waaronder deze van het wetenschappelijk magazine EOS, verdiende het boek een plaats op de shortlist van de literatuurprijs De Gouden Uil. EOS schreef: "Het boek oogstte zeven jaar geleden een pak kudos. Voor vele lezers zette het een venstertje open naar een nieuwe wereld." In 2018 nam de krant De Morgen het boek op in een lijst van tien niet te missen boeken van de laatste decennia: "’De bril van Darwin’ van Mark Nelissen is het beste boek over de evolutietheorie, en haar verregaande implicaties, dat ooit in ons taalgebied verscheen. Het is met andere woorden verplichte lectuur voor alle deelnemers aan het maatschappelijk debat." Het boek wordt alom omschreven als een standaardwerk over darwinisme en 'geprezen als een eyeopener'.
In 2008 publiceerde Nelissen De brein machine bij Lannoo. Voor het eerst werden emoties en gevoelens verklaard vanuit een evolutionair perspectief. Emoties blijken geen stoorzenders van het gedrag te zijn, maar levensnoodzakelijke programma's die een groot deel van ons onbewust gedrag sturen.
Verder verschenen nog veel boeken van zijn hand waarin de evolutiepsychologie, de sociobiologie en de gedragsbiologie gebruikt worden om het doen en laten van de mens te verklaren. Verschillende werken werden in meerdere talen vertaald.
Nelissen noemt het zijn missie om het darwinistisch gedachtegoed te verspreiden en om aan zoveel mogelijk mensen duidelijk te maken dat ze het resultaat zijn van een evolutie die miljoenen jaren heeft geduurd; hij beschrijft hoe die evolutie een groot gedeelte van het menselijk gedrag bepaalt; het is steeds een wisselwerking van genen en cultuur – daarbij zijn volgens hem noch hogere krachten, noch een geloof in creationisme nodig. Hij beschreef enkele toepassingen van de evolutionaire kennis van de mens in zijn boeken Eindelijk oud – door Gazet van Antwerpen uitgeroepen als een van de boeken die je leven kan veranderen – en De standaardwaarde van de mens. In Voetstuk roept hij op om nederiger te zijn als mens, en meer respect te hebben voor dierenwelzijn en het milieu, dankzij onze kennis van onze evolutie.
In 2025 publiceerde hij een eerste roman, De klok slaat tien. Het gaat om een hersenspinsel, een thriller, een modern sprookje. Vier wijze grootmoeders voeren het bewind over een dorp met een strategie die totaal verschilt van een mannelijke aanpak. Ook al gaat het om fictie, er worden ook nog menselijke gedragingen binnen het verhaal wetenschappelijk beschreven.
Het wetenschappelijk magazine EOS vergeleek Nelissen met gekende buitenlandse auteurs op het gebied van de popularisatie van de wetenschap: "De wetenschap heeft getalenteerde tolken nodig. Groot-Brittannië heeft Richard Dawkins en Robert Wright, de VS hebben Oliver Sacks en Steven Pinker, wij hebben Mark Nelissen."
Van hem wordt gezegd dat hij 'veel heeft bijgedragen tot de verspreiding van de evolutiegedachte bij de Nederlandstalige bevolking'.
Hij verwierf bekendheid in Vlaanderen en Nederland door honderden lezingen en colleges over evolutie en menselijk gedrag.

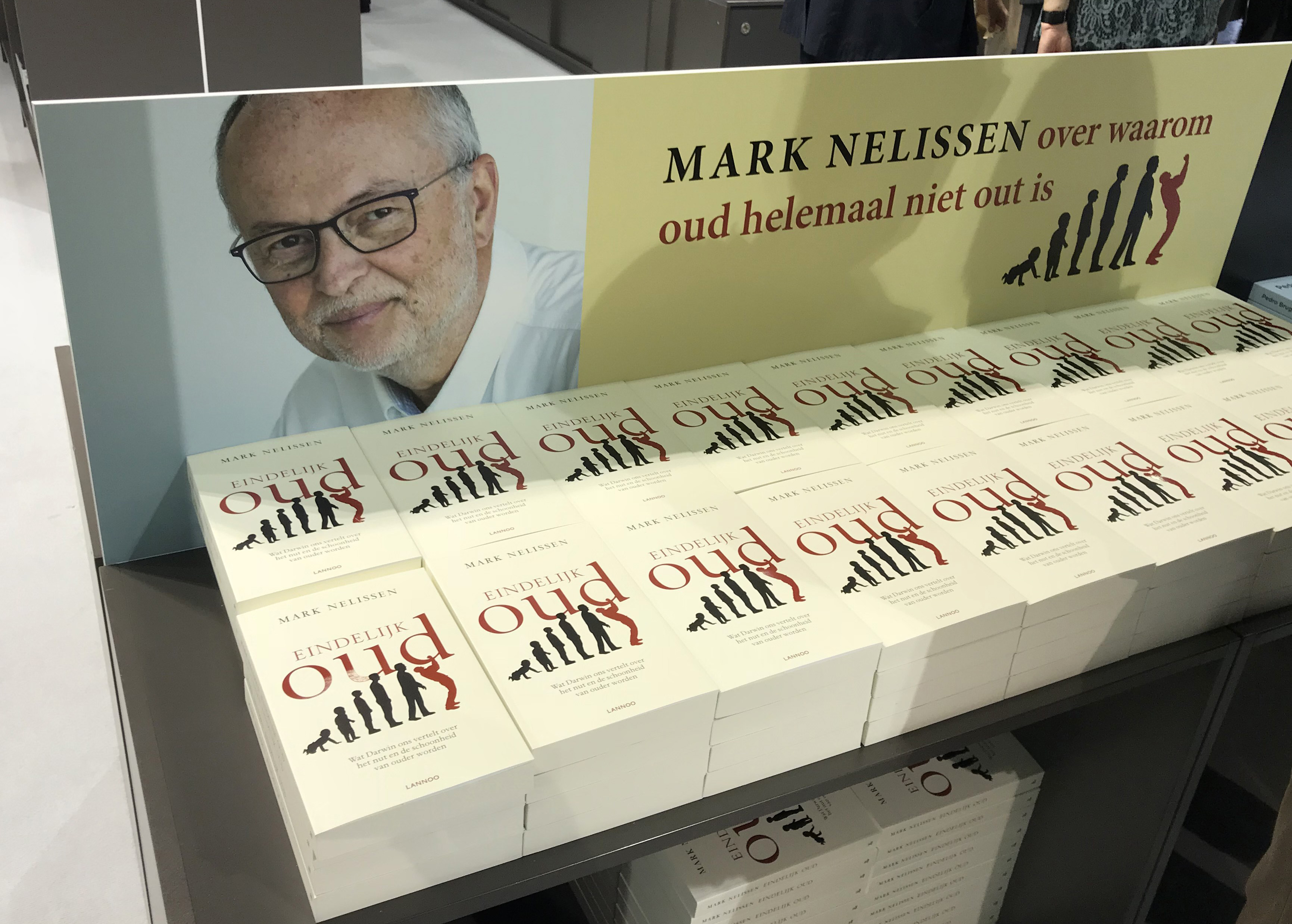
De stand op de Boekenbeurs 2017 van het boek 'Eindelijk oud' (uitg. Lannoo) van Mark Nelissen